# Hvælving
En hvælving er en afrundet, ophøjet overdækning af et rum, ofte med buen som konstruktionsprincip. Hvælvinger er kendt fra oldtiden, men udvikledes da etruskerne udviklede den kilesten, også kaldet slutstenen, der gjorde det muligt at lave buer.
Hvælvinger bæres af vægge, buer og eller vertikale støtter som søjler eller pilastre.
Der findes mere eller mindre komplicerede hvælvinger.
Den enkleste form er tøndehvælv, som er en dyb bue. Krydshvælvet blev udviklet i romanske katedraler og blev udbygget i gotikken. Efter reformationen blev hvælvingerne sjældnere.

## Typer af hvælvinger
- Seksfaset gotisk ribbehvælv
- Klosterhvælv eller kappehvælv
- Krydshvælv
- Kuppelhvælv
- Stjernehvælv
- Tøndehvælv
- Hvælvinger i katedralen i Reims